# Jan Słomiński
Jan Słomiński (ur. 9 maja 1915 w Sacinie, zm. 2 kwietnia 2005) – polski rolnik, działacz spółdzielczy i polityk, poseł na Sejm PRL VIII kadencji.

## Życiorys
Syn Antoniego i Józefy. Posiadał wykształcenie zasadnicze zawodowe. W czasie wojny żołnierz Armii Krajowej, następnie Batalionów Chłopskich. Od 1945 członek Stronnictwa Ludowego, a od 1949 Zjednoczonego Stronnictwa Ludowego, w którym zasiadał w Naczelnym Komitecie. Prowadził własne gospodarstwo rolne. W latach 1980–1985 pełnił mandat posła na Sejm PRL VIII kadencji w okręgu Radom. Zasiadał w Komisji Administracji, Gospodarki Terenowej i Ochrony Środowiska, Komisji Komunikacji i Łączności, Komisji Nadzwyczajnej do rozpatrzenia projektu ustawy o Spółdzielniach i ich Związkach oraz w Komisji Administracji, Gospodarki Przestrzennej i Ochrony Środowiska.
Pochowany na cmentarzu parafialnym w Nowym Mieście nad Pilicą.